# Tombe du Soldat inconnu (Royaume-Uni)
Pour les articles homonymes, voir Tombe du Soldat inconnu.
La tombe du Soldat inconnu (The Unknown Warrior) britannique est un monument situé dans l'abbaye de Westminster à Londres, dans lequel repose un soldat non identifié tué au cours de la Première Guerre mondiale, enterré le 11 novembre 1920.

## Historique

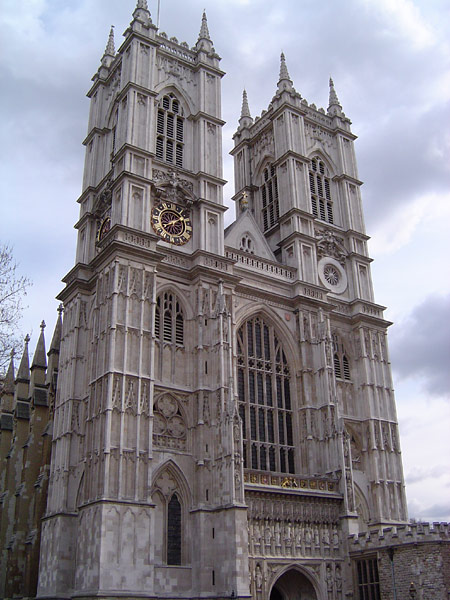
L'abbaye de Westminster où se situe la tombe du soldat inconnu.

La tombe est faite de marbre noir de Belgique. C'est la seule tombe de l'abbaye de Westminster sur laquelle il est interdit de marcher. Cette tombe est protégée par des « coquelicots » artificiels. Sur la tombe est gravé le texte suivant, écrit par Herbert Edward Ryle (en), doyen de Westminster :
| BENEATH THIS STONE RESTS THE BODY OF A BRITISH WARRIOR UNKNOWN BY NAME OR RANK BROUGHT FROM FRANCE TO LIE AMONG THE MOST ILLUSTRIOUS OF THE LAND AND BURIED HERE ON ARMISTICE DAY 11 NOV 1920, IN THE PRESENCE OF HIS MAJESTY KING GEORGE V HIS MINISTERS OF STATE THE CHIEFS OF HIS FORCES AND A VAST CONCOURSE OF THE NATION THUS ARE COMMEMORATED THE MANY MULTITUDES WHO DURING THE GREAT WAR OF 1914 - 1918 GAVE THE MOST THAT MAN CAN GIVE LIFE ITSELF FOR GOD FOR KING AND COUNTRY FOR LOVED ONES HOME AND EMPIRE FOR THE SACRED CAUSE OF JUSTICE AND THE FREEDOM OF THE WORLD THEY BURIED HIM AMONG THE KINGS BECAUSE HE HAD DONE GOOD TOWARD GOD AND TOWARD HIS HOUSE Autour du texte principal sont gravés les 4 lignes suivantes : THE LORD KNOWETH THEM THAT ARE HIS (en haut) UNKNOWN AND YET WELL KNOWN, DYING AND BEHOLD WE LIVE (sur le côté) GREATER LOVE HATH NO MAN THAN THIS (sur le côté) IN CHRIST SHALL ALL BE MADE ALIVE (en dessous) | SOUS CETTE PIERRE REPOSE LE CORPS D'UN SOLDAT BRITANNIQUE DE NOM ET DE GRADE INCONNUS RAMENÉ DE FRANCE POUR REPOSER PARMI LES GLOIRES DE CE PAYS ET ENTERRÉ ICI LE JOUR DE L'ARMISTICE LE 11 NOV 1920, EN PRÉSENCE DE SA MAJESTÉ LE ROI GEORGE V, DE SES MINISTRES D'ÉTAT, ET DES CHEFS DE SON ARMÉE AINSI QUE D'UN LARGE RASSEMBLEMENT DE SON PEUPLE. AINSI SONT COMMÉMORÉES LES MULTITUDES D'HOMMES QUI, DURANT LA GRANDE GUERRE DE 1914 - 1918, ONT DONNÉ CE QU'UN HOMME PEUT DONNER DE PLUS HAUT : LA VIE ELLE-MÊME POUR DIEU POUR LE ROI ET POUR LE PAYS POUR CEUX QU'ILS AIMAIENT, POUR LEUR PATRIE, POUR L'EMPIRE POUR LA CAUSE SACRÉE DE LA JUSTICE ET POUR LA LIBERTÉ DU MONDE. ON L'ENTERRA PARMI LES ROIS, PARCE QU'IL AVAIT BIEN AGI ENVERS DIEU ET ENVERS SON FOYER Autour du texte principal sont gravées les 4 lignes suivantes : LE SEIGNEUR CONNAÎT LES SIENS(en haut) INCONNU ET POURTANT FAMEUX, MORT ET POURTANT, TOUJOURS VIVANT (sur le côté) AUCUN HOMME N'A D'AMOUR PLUS GRAND(sur le côté) TOUS VIVRONT PAR LE CHRIST (en dessous) |